# Hans Krahe
Hans Krahe (Gelsenkirchen, Westfàlia, 1898 — Tübingen, Württemberg, 1965) fou un filòleg alemany.
Va ser professor de lingüística comparada a la Universitat de Würzburg des de 1936. De 1947 a 1950 va ser professor de la Universitat de Heidelberg i, finalment, a partir de 1950 fins a la seva mort fou professor i catedràtic de lingüística comparada i estudis eslaus de la Universitat de Tübingen.
Treballà en el camp de l'indoeuropeu, que identificà sobretot en la toponímia. Propugnà una fase “europea antiga”, anterior a la fragmentació de la llengua i documentada en una sèrie de topònims, bàsicament hidronímics, presents en tota l'Europa indoeuropea. En el seu assaig de 1949 Ortsnamen als Geschichtsquelle ("Els noms de lloc com a fonts històriques"), Krahe presenta l'anàlisi de la hidronímia com una font d'informació històrica i prehistòrica, i en una anàlisi acurada del cas de Main en posa un exemple. Publicà un gran nombre d'articles a la revista "Beiträge zur Namenforschung", fundada per ell mateix, i diverses monografies: Sprache und Vorzeit ("Llengua i passat", 1954), Die Struktur der alteuropäischen Hydronymie ("L'estructura de l'antiga hidronímia europea", 1963). Estudià també l'il·liri: Lexicon altillyrischer Personennamen ("Vocabulari dels noms de persona de l'antic il·liri", 1929) i Die Sprache der Illyrier ("La llengua dels il·liris", 1955), i el messapi. La seva hipòtesi que a un estrat lingüístic li correspon un estrat ètnic a estat criticada per Walter Pohl i, a França, per Michel Roblin.

## Obres
- Die alten balkanillyrischen geographischen Namen. Heidelberg, 1925.
- Lexikon altillyrischen Personennamen. 1929.
- Indogermanische Sprachwissenshaft. Berlin, 1948.
- Ortsnamen als Geschichtsquelle. Heidelberg, 1949.
- Die Sprache der Illyrier I. Die Quellen. 1955. (ISBN 3-447-00534-3)
- Die Strukture der alteuropäischen Hydronomie. Wiesbaden, 1963.
- Unsere ältesten Flussnamen. 1964,
- Germanische Sprachwissenschaft. Wortbildungslehre. Berlin, 1969.